# Идъяха (приток Пюнгалохо)
Идъяха (устар. Ид-Яха) — река в России, протекает по Ямало-Ненецкому АО. Впадает в Пюнгалохо. Длина реки составляет 29 км.

## Данные водного реестра
По данным государственного водного реестра России относится к Нижнеобскому бассейновому округу, водохозяйственный участок реки — Надым. Речной бассейн реки — Надым.
Код объекта в государственном водном реестре — 15030000112115300052143.